# 1. ŽNL Krapinsko-zagorska 2022./23.
Ovaj članak je podtema članka: 6. rang HNL-a 2022./23.

1. ŽNL Krapinsko-zagorska u sezoni 2022./23. predstavlja drugi stupanj županijske lige u Krapinsko-zagorskoj županiji, te ligu šestog stupnja hrvatskog nogometnog prvenstva. 
 
Sudjelovalo je dvanest klubova, a prvak lige je postao klub "Ivančica" iz Zlatar Bistrice.   

## Sustav natjecanja
12 klubova je igralo dvokružnu ligu (22 kola). 

## Ljestvica
| mj. | klub                          | ut. | pob. | ner. | por. | gol+ | gol- | bod |
| --- | ----------------------------- | --- | ---- | ---- | ---- | ---- | ---- | --- |
| 1.  | Ivančica Zlatar Bistrica      | 22  | 14   | 6    | 2    | 64   | 26   | 48  |
| 2.  | Oštrc Zlatar                  | 22  | 12   | 4    | 6    | 39   | 28   | 40  |
| 3.  | Jedinstvo Sveti Križ Začretje | 22  | 10   | 7    | 5    | 44   | 29   | 37  |
| 4.  | Pregrada                      | 22  | 10   | 5    | 7    | 44   | 21   | 35  |
| 5.  | Oroslavje                     | 22  | 10   | 5    | 7    | 35   | 29   | 35  |
| 6.  | Inkop Poznanovec              | 22  | 9    | 4    | 9    | 38   | 43   | 31  |
| 7.  | Zagorec Veliko Trgovišće      | 22  | 7    | 7    | 8    | 27   | 31   | 28  |
| 8.  | Mladost Marija Bistrica       | 22  | 7    | 7    | 8    | 22   | 26   | 28  |
| 9.  | Rudar Mihovljan               | 22  | 8    | 4    | 10   | 24   | 38   | 28  |
| 10. | Sloga Konjščina               | 22  | 6    | 4    | 12   | 25   | 46   | 22  |
| 11. | Matija Gubec Gornja Stubica   | 22  | 4    | 5    | 13   | 21   | 50   | 17  |
| 12. | Lobor                         | 22  | 4    | 4    | 14   | 25   | 41   | 16  |

### Rezultatska križaljka
| kratica | klub                          | INK | IVA | JED | LOB | MATG | MLA | ORO | OŠT | PRE | RUD | SLO | ZAG |
| --- | ----------------------------- | --- | --- | --- | --- | ---- | --- | --- | --- | --- | --- | --- | --- |
| INK | Inkop Poznanovec              |     |     |     |     |      |     |     |     |     |     |     |     |
| IVA | Ivančica Zlatar Bistrica      |     |     |     |     |      |     |     |     |     |     |     |     |
| JED | Jedinstvo Sveti Križ Začretje |     |     |     |     |      |     |     |     |     |     |     |     |
| LOB | Lobor                         |     |     |     |     |      |     |     |     |     |     |     |     |
| MATG | Matija Gubec Gornja Stubica   |     |     |     |     |      |     |     |     |     |     |     |     |
| MLA | Mladost Marija Bistrica       |     |     |     |     |      |     |     |     |     |     |     |     |
| ORO | Oroslavje                     |     |     |     |     |      |     |     |     |     |     |     |     |
| OŠT | Oštrc Zlatar                  |     |     |     |     |      |     |     |     |     |     |     |     |
| PRE | Pregrada                      |     |     |     |     |      |     |     |     |     |     |     |     |
| RUD | Rudar Mihovljan               |     |     |     |     |      |     |     |     |     |     |     |     |
| SLO | Sloga Konjščina               |     |     |     |     |      |     |     |     |     |     |     |     |
| ZAG | Zagorec Veliko Trgovišće      |     |     |     |     |      |     |     |     |     |     |     |     |
| |                               |     |     |     |     |      |     |     |     |     |     |     |     |
| podebljan rezultat - utakmice od 1. do 11. kola (1. utakmica između klubova) rezultat normalne debljine - utakmice od 12. do 22. kola (2. utakmica između klubova) rezultat nakošen - nije vidljiv redoslijed odigravanja međusobnih utakmica iz dostupnih izvora rezultat smanjen * - iz dostupnih izvora nije uočljiv domaćin susreta prekrižen rezultat - poništena ili brisana utakmica p - utakmica prekinuta 3:0 p.f. / 0:3 p.f. - rezultat 3:0 bez borbe n.i. - nije igrano |                               |     |     |     |     |      |     |     |     |     |     |     |     |

 Izvori:

## Vanjske poveznice
- nskzz.hr, Nogometni savez Krapinsko-zagorske županije
- semafor.hns.family